# Mike Reed
Mike Reed (Bielefeld, 26 mei 1974) is een Amerikaanse jazzdrummer, componist, orkestleider en muziekpresentator.

## Biografie
Reed werd in 1974 geboren in Bielefeld, Duitsland, maar groeide op in Evanston (Illinois) ten noorden van Chicago. Hij keerde in de jaren 1990 terug naar Chicago met als hoofdvak Engels en psychologie aan de University of Dayton in Ohio. Hij speelde met David Boykin Expanse, Rob Mazureks Exploding Star Orchestra en het Josh Berman Quartet. Hij leidt het kwintet Loose Assembly en het kwartet People, Places & Things, met wie hij verschillende albums opnam bij 482 Music.
In 2000 startte hij samen met kornetist Josh Berman de muziekserie Sunday Transmission in de Hungry Brain bar in Chicago in 2000. Hij hielp bij het starten van de Downtown Sound-muziekserie, een gratis wekelijks concertprogramma in het Millennium Park in Chicago, dat indierock, wereldmuziek en hedendaags soul omvatte. Hij is een van de oprichters van het Pitchfork Music Festival en trad toe tot de commissie, die het jaarlijkse Chicago Jazz Festival programmeert. Sinds 2013 is hij de oprichter en directeur van de Constellation Jazz Club voor podiumkunsten in Chicago, oorspronkelijk als winstgevende (nominaal) eigenaar en vervolgens, vanaf 2018, als non-profitorganisatie president. Vervolgens kocht en heropende hij in 2016 de nabijgelegen Hungry Brain-bar, die in 2014 was gesloten en waar hij tot begin 2020 livemuziek bleef presenteren. Hij is lid van de Association for the Advancement of Creative Musicians AACM in Chicago en was daar tussen 2009 en 2011 vice-voorzitter.
In 2009 werden tijdens hun Europese tournee de vier leden van Reeds band People, Places, and Things, twee van hen Afrikaans-Amerikaans, betrapt op een neo-nazi bijeenkomst in de Tsjechische Republiek, waardoor hun leven in gevaar kwam. De politie vond de bandleden en bood hen een onderduikadres en doorgang naar Krakau, Polen aan.

## Discografie

### Als leader/co-leader
| Jaar van publicatie | Titel                     | Label     | Personeel/Opmerkingen |
| ------------------- | ------------------------- | --------- | --- |
| 2006                | In the Context of         | 482 Music | Duets met Jeff Parker (gitaar), Nicole Mitchell (fluit), Jim Baker (piano) |
| 2007                | Last Year's Ghost         | 482 Music | Loose Assembly met Josh Abrams (bas), Jason Adasiewicz (vibes), Tomeka Reid (cello), Greg Ward (altsaxofoon) |
| 2008                | Proliferation             | 482 Music | People, Places & Things met Greg Ward (altsaxofoon), Tim Haldeman (tenorsaxofoon), Jason Roebke (bas) |
| 2008                | The Speed of Change       | 482 Music | Loose Assembly met Nicole Mitchell (fluit), Josh Abrams (bas), Jason Adasiewicz (vibes), Tomeka Reid (cello), Greg Ward (altsaxofoon) |
| 2009                | About Us                  | 482 Music | People, Places & Things met Greg Ward (altsaxofoon), Tim Haldeman (tenorsaxofoon), Jason Roebke (bas), David Boykin (tenorsaxofoon), Jeb Bishop (trombone), Jeff Parker (gitaar) |
| 2010                | Stories and Negotiations  | 482 Music | People, Places & Things met Greg Ward (altsaxofoon), Tim Haldeman (tenorsaxofoon), Jason Roebke (bas), Art Hoyle (trompet, bugel), Ira Sullivan (tenorsaxofoon), Julian Priester, Jeb Bishop (trombone)                                                                                                |
| 2010                | Empathetic Parts          | 482 Music | Loose Assembly met Josh Abrams (bas), Jason Adasiewicz (vibes), Tomeka Reid (cello), Greg Ward (altsaxofoon), Roscoe Mitchell (altsaxofoon, sopraansaxofoon, fluit) |
| 2011                | It Only Happened at Night | 482 Music | My Silence met Jason Stein (basklarinet), Nick Butcher (electronics, draaitafel, gitaar, keyboards) |
| 2012                | Clean on the Corner       | 482 Music | People, Places & Things met Greg Ward (altsaxofoon), Tim Haldeman (tenorsaxofoon), Jason Roebke (bas), Craig Taborn (piano), Josh Berman (kornet) |
| 2012                | New Myth/Old Science      | Cuneiform | Living by Lanterns co-led met Reed en Jason Adasiewicz |
| 2013                | Second Cities Volume 1    | 482 Music | People, Places & Things met Greg Ward (altsaxofoon), Tim Haldeman (tenorsaxofoon), Jason Roebke (bas), Ab Baars (tenorsaxofoon en klarinet), Eric Boeren (kornet), Joost Buis (trombone), Guus Janssen, Oscar Jan Hoogland (piano), Michael Moore (altsaxofoon en klarinet), Felicity Provan (trompet) |
| 2014                | In Pursuit of Magic       | 482 Music | Duo met Roscoe Mitchell (reeds) |
| 2015                | Artifacts                 | 482 Music | Artifacts met Nicole Mitchell (fluit, electronics), Tomeka Reid ((cello) |
| 2015                | A New Kind of Dance       | 482 Music | People, Places & Things met Greg Ward (altsaxofoon), Tim Haldeman (tenorsaxofoon), Jason Roebke (bas), Marquis Hill (trompet), Matthew Shipp (piano) |
| 2017                | Flesh & Bone              | 482 Music | People, Places & Things Greg Ward (altosaxofoon), Tim Haldeman (tenorsaxofoon), Jason Roebke (bas), Mike Reed (drums) met Ben Lamar Gay (kornet), Jason Stein (clarinet), Marvin Tate (woord) |

### Als sideman
| Jaar van publicatie | Leader                                 | Titel                                    | Label         |
| ------------------- | -------------------------------------- | ---------------------------------------- | ------------- |
| 2010                | Jason Adasiewicz                       | Sun Rooms                                | Delmark       |
| 2011                | Jason Adasiewicz                       | Spacer                                   | Delmark       |
| 2014                | Jason Adasiewicz                       | From the Region                          | Delmark       |
| 2008                | Bill Dixon                             | Bill Dixon with Exploding Star Orchestra | Thrill Jockey |
| 2007                | Rob Mazurek (Exploding Star Orchestra) | We Are All from Somewhere Else           | Thrill Jockey |
| 2010                | Rob Mazurek (Exploding Star Orchestra) | Stars Have Shapes                        | Delmark       |
| 2010                | Rob Mazurek (Exploding Star Orchestra) | Matter Anti-Matter                       | RogueArt      |
| 2014                | Jason Roebke                           | High Red Center                          | Delmark       |